# Jean Tauler
Pour les articles homonymes, voir Tauler.

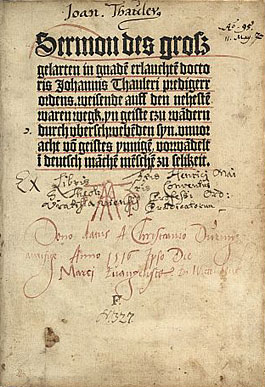
Première édition des Sermons (1498).

Jean Tauler (Taulerus), né vers 1300 à Strasbourg et mort le 16 juin 1361 dans la même ville, est un théologien, mystique et prédicateur alsacien influent, disciple strasbourgeois de Maître Eckhart. Il est parfois surnommé « le docteur illuminé », mais il n’a pas obtenu le titre universitaire de Docteur et Maître en Saintes Écritures : ce  surnom est daté de la fin de la Renaissance, autant pour faire valoir les ouvrages imprimés sous son nom que pour exprimer une réelle admiration et une recherche de formules honorifiques (Voir ci-dessous l’édition princeps de 1498 : «  Joan Thauler - Sermon des groß gelarten in gnaden erlauchten Doctoris Johannis Thauleri preigerr orden » : Sermons du Grand Docteur Jean Tauler, illuminé et instruit dans la grâce, grandement instruit ».  Dans les manuscrits on trouve aussi les orthographes « Thauler", « Taulerr", « Tauwer," « Tauweler » et « Taulerus" dans les imprimés ulttérieurs. et toujours « Argentinensis » : "de Strasbourg".

## Éléments biographiques
Tauler est né et mort à Strasbourg. Il fit partie de l'ordre des Dominicains, comme Maître Eckhart dont il fut l'élève. Son enseignement s'apparente à celui de Maître Eckhart, mais il fut aussi influencé par ses études approfondies des néo-platoniciens, tout particulièrement de Proclus et du Pseudo-Denys l'Aréopagite. 
Ses prédications se placent dans la droite ligne de Maître Eckhart. Elles développent surtout le thème du détachement et prêchent une ascèse apparemment austère, mais qui, au XIVe siècle, est nettement moins doloriste que les autres : c'est lui qui demanda au banquier Rulman Merswin, fondateur de la commanderie Saint-Jean de Strasbourg (aujourd'hui ENA) de  modérer largement son ascèse. Il a probablement fait ses études au studium (couvent possédant un centre de formation) à Cologne et a séjourné à Bâle, lors du conflit entre le pape et l'empereur, où les dominicains, ayant pris le parti du pape, furent expulsés de la ville ; mais à part quelques voyages il passa toute sa vie à Strasbourg.  Il conseillait les « Amis de Dieu » orthodoxes, dont des béguines connues (Marguerite Ebner) qui vivaient librement dans la pauvreté dans une communauté retirée afin de s'entraider dans leur quête d'une voie intérieure. Ce fut un remarquable prédicateur. Il mourut au couvent des dominicaines de Saint-Nicolas in Undis, où sa propre sœur était religieuse.
Il est cité parmi les réformateurs strasbourgeois de l'Ordre dominicain dans le manuscrit Liber reformationis ordinis praedicatorum in Germania, avec Maître Eckhart. 
Outre ses sermons, dispersés en un grand nombre de manuscrits rédigés en moyen-haut allemand, nous ne possédons de lui qu'un billet sans doute autographe destiné à une béguine, où il remercie du don d'un fromage et lui souhaite de se bien porter.

## Textes

### Les sermons

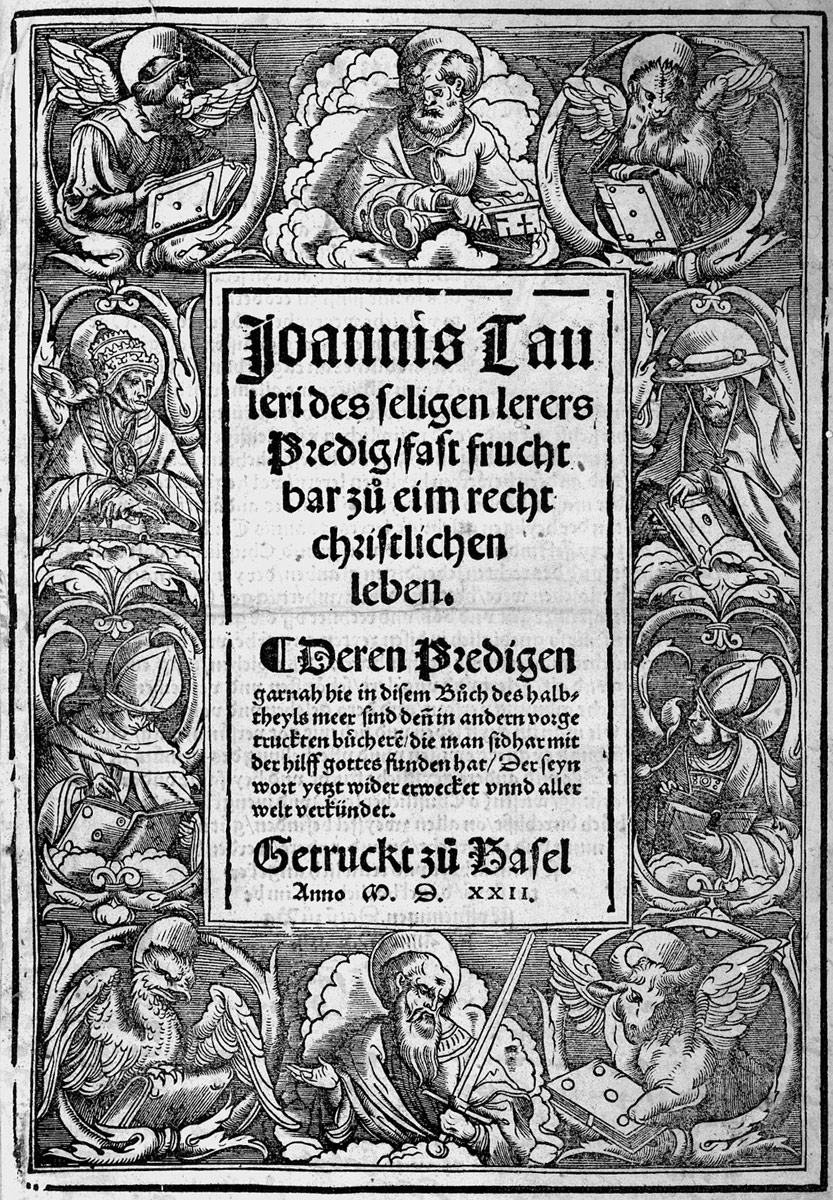
Sermon de Tauler (édition bâloise de 1522, gravure de Hans Holbein)

On ne connaît de l'œuvre de Tauler, avec certitude, que quatre-vingt-quatre Sermons, qui sont en fait des notes d'auditeurs. L'édition princeps des œuvres de Tauler, en allemand (Leipzig, 1498), contenait quatre-vingt-quatre sermons - elles ont également été traduites en latin par Surius et furent données la même année en un volume in-folio. Les versions manuscrites dispersées dans les bibliothèques européennes témoignent de la qualité de la transmission, et de sa portée.
C'est surtout dans ces sermons que l'on peut étudier la doctrine mystique de Jean Tauler, très proche de la mystique de Maître Eckhart, dont il donne ce témoignage : « il parlait depuis l'éternité, et vous l'avez compris depuis le temps ». 
Par le détachement, la grâce divine toute puissante permet la naissance de Dieu dans l'âme. Cette venue du Christ en soi est le chemin d'une imitation du Christ très différente de celle de Thomas a Kempis, car marquée par Maître Eckhart, là où la mystique flamande voit une suite du Maître qu'est le Christ, Tauler envisage à demi-mot la réalisation de soi par la divinisation du sujet, en insistant sur le fond (Grund) de l'âme, qui, incréé et étincelle de l'âme, accueille Dieu et où est restituée l'Image divine perdue par le péché. Mais cela est une hérésie, car Dieu seul est incréé.  
Plus pratique que son maître Eckhart, Tauler insiste davantage sur l'importance d'un effort continu et patient : la croix prend plus d'importance dans ses écrits : c'est là un virage présent dans tous les textes, dans toute l'iconographie du XIVe siècle, que les pestes, les guerres, les schismes entre papes et antipapes, le tremblement de terre de Bâle en 1354 (8 sur l'échelle de Richter) et un épisode climatique quasi glaciaire ont amené à surnommer : le « siècle de fer ».
Ces deux mystiques rhénans, Maître Eckhart et Tauler, n'ont jamais été canonisés. Le troisième grand mystique rhénan, disciple d'Eckhart, Henri Suso, fut élevé au titre de Bienheureux. Ils font partie des grands maîtres du christianisme intérieur dont on redécouvre aujourd'hui l'importance.

### Écrits

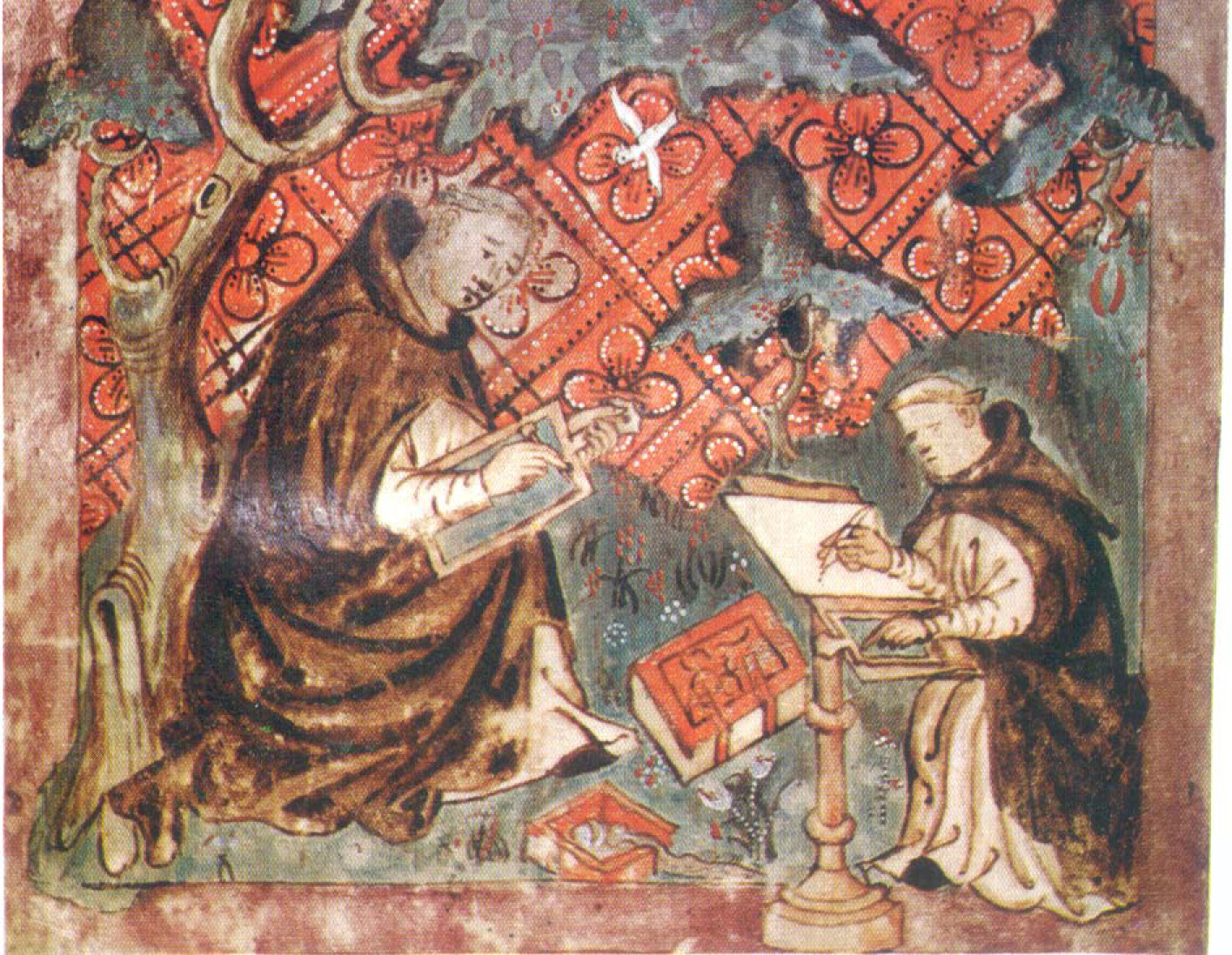
Jan van Ruysbroec, chantre de la mystique rhéno-flamande.

Disciple de Maître Eckhart, il fut un théologien, mystique et prédicateur influent, du courant des mystiques rhénans.
Aimer comme le Christ le demande

« Dans la sainte Église, chacun a sa fonction propre, et tous appartiennent à un seul et même corps, sous une seule tête. C'est ainsi que, dans toute la chrétienté, il n'est pas d'œuvre, si modeste et si petite soit'elle, son de cloche ou flambée de cierge, qui ne serve à l'accomplissement de cette œuvre intérieure.

Dans ce « corps mystique », ce corps spirituel, il doit y avoir une aussi grande solidarité que celle que vous voyez régner entre vos membres. Aucun membre ne doit, en ne considérant que lui seul, faire du mal ou du tort aux autres, mais il doit s'identifier à eux tous, étant là, tous pour chacun et chacun pour tous. D'où, si nous connaissions dans ce corps un membre qui ait plus de noblesse que nous ne nous en connaissons à nous-mêmes, nous devrions également le tenir pour plus précieux que nous-mêmes. De même que le bras et la main protègent plus la tête, le cœur ou l'œil, qu'ils ne se protègent eux-mêmes, ainsi devrait-il régner entre les membres de Dieu une charité si spontanée que nous devrions, avec une affection bienveillante, nous réjouir d'autant plus du bien de chacun que nous le saurions plus digne et plus cher à notre tête.

Tout ce que notre Seigneur voudrait, je devrait le prendre à cœur, aussi bien que ce qui est mien. Dès lors que j'aime plus le bien de mon frère qu'il ne l'aime lui-même, ce bien est plus vraiment à moi qu'à lui. S'il y a quelque chose de mal, cela lui reste ; mais le bien que j'aime en lui, ce bien est vraiment à moi. »

— Jean Tauler, O.P. Sermons, Paris, Desclée et Cie, 1930, II, p. 207.
Inspirée par le cheminement d'un ami de Dieu qui, libre de tout, s'abandonne à Dieu seul, la prédication de Jean Tauler est un voyage aux confins du temps et de l'éternité. Ces Sermons ont la saveur d'une humble confession de foi. Au gré d'un abandon sans cesse renouvelé à l' amour du Christ qui surpasse toute connaissance, ils sont une véritable pérégrination dans le tréfonds de l'âme humaine. Le dominicain, Rémy Valléjo, membre de l'équipe de recherche sur les mystiques rhénans, nous délivre l'attitude de l'homme libre qui va de l'avant.

### Langue
Appuyé à l'activité de prédication d'Eckhart en langue allemande à Strasbourg avant Jean Tauler, de 1313 à 1323, Heinrich Heine crédite Jean Tauler d'avoir été l'un des premiers à utiliser la langue allemande pour les questions religieuses ou philosophiques, un 
« exemple de (ces) quelques rares savants qui avaient déjà essayé, dans les temps antérieurs, de professer en allemand sur ces matières [...] Dans les dernières années de sa vie, ce brave homme renonça à l'orgueil des savants, ne se fit pas honte de prêcher dans l'humble langue du peuple, et les sermons qu'il a recueillis, ainsi que les traductions allemandes qu'il fit de quelques autres de ses sermons antérieurs, comptent parmi les monuments les plus remarquables de la langue allemande »
Jean Tauler bénéficiait donc du vocabulaire mis au point par Eckhart et par les traducteurs de Saint Bonaventure, qui diffusaient de larges extraits de ses œuvres en moyen-haut allemand. mais il a volontairement opté pour un langage simple et concret, évitant les termes abstraits sans refuser cependant d'exposer des points directement hérités de Proclus.

### Les apocryphes
On a attribué également à Jean Tauler un certain nombre d'autres ouvrages qui sont aujourd'hui reconnus comme apocryphes, en particulier :  
- les Institutions divines ;
- des Cantiques spirituels ;
- les Méditations sur la vie et la passion du Sauveur;
- des lettres spirituelles, etc.

Ces textes ont été rassemblés et imprimés en allemand par les soins du jésuite saint Pierre Canisius. Traduits en latin par Laurent Surius, à la chartreuse de Cologne, en 1548, puis dans de nombreuses langues européennes, ils ont connu du XVIe au XIXe siècle une très grande diffusion. 
C'est ainsi que les Institutions, très souvent attribuées non à Jean Tauler mais à Henri Suso, à travers d'innombrables traductions et publications, sont devenues un véritable « classique » de la littérature religieuse au même titre, par exemple, que l'Imitation de Jésus-Christ et ont joué un rôle déterminant sur l'histoire de la spiritualité chrétienne en permettant la transmission d'une partie de la pensée de Maître Eckhart – dont l'œuvre se trouvait de fait privée de toute diffusion – et en étendant son influence sur les courants spirituels les plus divers en Espagne, en France ou en Allemagne.

## Iconographie

### La dalle funéraire à l'église du Temple Neuf de Strasbourg

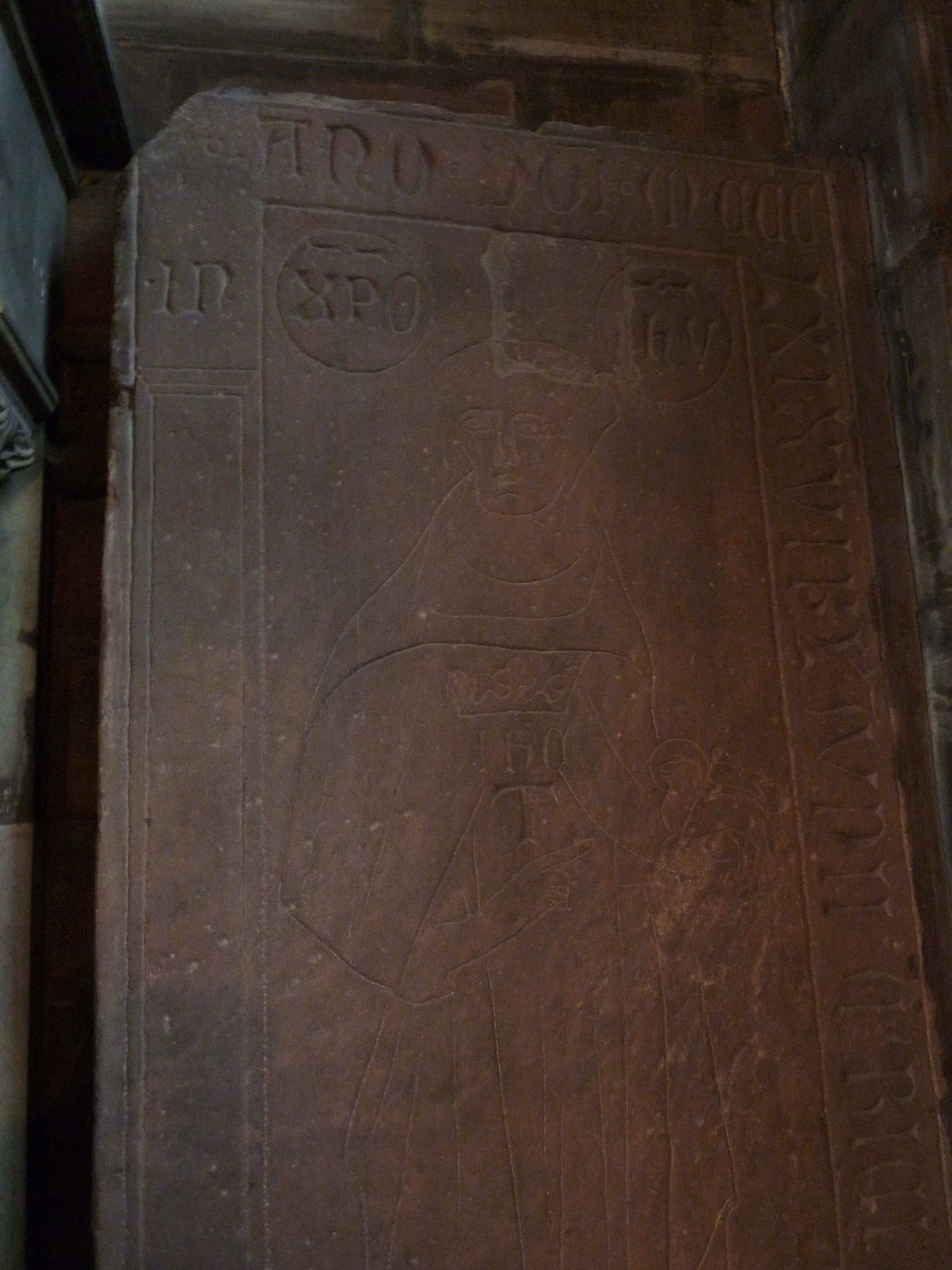
Dalle funéraire au Temple Neuf de Strasbourg (voir la description dans l'image suivante)

La dalle funéraire de Jean Tauler était située dans le cloître du couvent des Dominicains de Strasbourg. Quand celui-ci est sécularisé au XVIe siècle pour devenir la Haute École fondée par Jean Sturm, lorsque la république de Strasbourg adopte le protestantisme, la dalle y est conservée. En 1860, un incendie ravage le cloître : la dalle funéraire de Jean Tauler échappe aux dégâts. Elle est alors transférée dans l'ancienne église des Dominicains, devenue Neue Kirche (Temple Neuf) de la paroisse protestante de la Cathédrale en 1681. Le 24 août 1870, lors du siège de la ville, un violent bombardement allemand frappe le Temple Neuf qui est presque intégralement détruit, ainsi que la Bibliothèque municipale installée dans son chœur, comprenant de précieux manuscrits (dont certains de Tauler, Eckhart et Suso). La dalle funéraire de Jean Tauler sort presque indemne de la catastrophe. Elle est aujourd'hui dressée dans le fond du nouveau Temple Neuf, construit à la place de l’ancien couvent. Consolidée en urgence par du béton, elle reste cependant lisible.
Cette dalle funéraire, qui constitue à la fois son portrait physique et le résumé de sa doctrine spirituelle, a été étudiée par Jean Devriendt et Denis Delattre. Elle présente une colonne à gauche sur laquelle est inscrite le mot « IN », soit « DANS ». Ce terme se lit autant sur l’épitaphe gravée sur le pourtour de la dalle et dont la fin a été endommagée par les bombes de 1870 que relié aux symboles écrits au centre. L'épitaphe dit : « En l’année du Seigneur 1361 aux calendes de juin en la fête de Saint-Cyr et sainte Juliette, est mort frère Jean Tauler ». Le mot « in » se rattache aussi à la verticale aux mots « Christ » et « Jésus »  inscrits chacun dans un cercle au-dessus des épaules de sa silhouette. Celle-ci est calquée sur l’iconographie classique de Jean le Baptiste. Sans entrer dans les détails, on peut énumérer différents éléments gravés dans la pierre. De la main gauche, Jean Tauler  tient un livre ouvert sur lequel est déposé un agneau pascal. De la main droite il indique ce montage comme pour dire à la façon de Jean-Baptiste : «  voici l’agneau de Dieu » (Jn 1, 29). Sur son cœur est gravé le monogramme IHS,  pour « Jésus ». Suso, un des autres grands mystiques Rhénans dépendant de la pensée de Maître Eckhart, avait scarifié sa peau à l’endroit de son cœur avec ce monogramme.
S’il est aujourd’hui associé à l’ordre des jésuites,  qui ne naîtront que plusieurs siècles plus tard, « le nom de Jésus" est au XIVe siècle au cœur de nombreuses prédications,  En particulier celles des franciscains Antoine de Padoue et Bernardin de Sienne. Sur la tombe de Jean Tauler,  cette abréviation du nom de Jésus est surmontée d’une couronne.  Ce symbole est très rare.   Sa signification est évidente :  le Christ règne sur le cœur de Jean Tauler.  L’ensemble forme travail fort coûteux y compris l’achat de la dalle de grès rose. Parmi les disciples de Jean Tauler, le banquier Rulman Merswin, qui se retirera dans sa fondation à partir de 1380, semble être le commanditaire de cet hommage funéraire.

### La statue de l'église Saint-Pierre-le-Jeune protestante de Strasbourg
L'église Saint-Pierre-le-Jeune protestante de Strasbourg abrite dans une niche de sa façade sud une statue de Jean Tauler. Détruites pendant la Révolution, les statues de l'église ont été reconstituées en 1898 par le sculpteur en chef de l'Œuvre Notre-Dame, Ferdinand Riedel (1863-1912). Aucune statue de Jean Tauler cependant n'existait auparavant. Le sculpteur a pris modèle sur la pierre tombale de Jean Tauler.

### Les estampes
Plusieurs estampes, conservées à la Bibliothèque Nationale Universitaire de Strasbourg, ont été imprimées entre le XVIIe et le XVIIe siècle . Elles servent parfois de frontispice à des éditions anciennes des œuvres de Jean Tauler. Basées sur la pierre tombale de Jean Tauler avant qu’elle ne soit endommagée par les bombes en 1870, elles restent très maladroites, surtout dans le tracé du visage.
Dans les inventaires des écrivains dominicains (Scriptores ordinis praedicatorum), remis à jour de façon régulière depuis le début du XVIIIe siècle, on trouve parfois une vignette représentant un visage banal, de profil, la partie arrière de la tête couverte d’une capuche. Ce qui est une façon de non-représentation de Jean Tauler. 

### Traductions
- Œuvres complètes de Jean Tauler. Religieux dominicain du XIVe siècle, traduction littérale de la version latine du Chartreux Surius par E.-Pierre Noël O.P., Paris, Tralin, 1911-1913, VIII volumes.
- Sermons, traduits par E. Hugueny, G. Théry, M.A.L. Corin, édités et présentés par Jean-Pierre Jossua, avec une notice d'Édouard-Henri Wéber sur Jean Tauler et Maître Eckhart, Éditions du Cerf, Paris, 1991.
- Les Cantiques spirituels et autres textes apocryphes, traduits du latin de Laurent Surius par Edmond-Pierre Noël, Éditions Arfuyen, 2002.
- Le Livre des Amis de Dieu, ou les Institutions divines, traduit du latin de Laurent Surius par Edmond-Pierre Noël, préface de Rémy Vallejo, Éditions Arfuyen, 2011.
- Johannes Tauler, De Preken, traduction néerlandaise par Peter Freens (2015), Taulerpreken.nl.

### Études
- Louise Gnädinger, art. "Tauler (Jean)", Dictionnaire de Spiritualité, t. XV/1, édition par Aa.Vv., Paris, Beauchesne, 1991, col. 57-79
- P. Pourrat, art. "Tauler", Dictionnaire de Théologie Catholique, t. XV/1, édition par Aa.Vv., Paris, Letouzey et Ané, 1946, col. 66-79
- (de) Christine Büchner, Die Transformation des Einheitsdenkens Meister Eckharts bei Heinrich Seuse und Johannes Tauler, Kohlhammer, Stuttgart, 2006, 128 p.  (ISBN 978-3-17-019378-9)
- (it) Jole D'Anna, Johannes Tauler : dottore illuminato e sublime, Simmetria, Rome, 2006, 89 p  (ISBN 978-88-87615-41-8)
- Denis Delattre et Jean Devriendt, « Un portrait de Jean Tauler selon Rulman Merswin ? », in Revue des sciences religieuses, t. 70, no 1, janvier 1996, p. 135-153
- Suzanne Eck, Initiation à Jean Tauler, Cerf, Paris, 1994, 198 p.  (ISBN 2-204-04975-1)
- Gérard Eschbach, Jean Tauler, la naissance de Dieu en toi, Œil, Paris, 1986, 308 p.  (ISBN 2-86839-079-X)
- (es) Brian Farrelly, Eckhart, Tauler y Seuze : vida y doctrina del Maestro y de sus dos mejores discípulos, Edibesa, Madrid, 2000, 358 p.  (ISBN 84-8407-189-8)
- (de) Henrik Otto, Vor- und frühreformatorische Tauler-Rezeption : Annotationen in Drucken des späten 15. und frühen 16. Jahrhunderts, Gütersloher Verlagshaus, Heidelberg, 2003, 358 p.  (ISBN 3-579-01648-2)
- André Pinet, Prier 15 jours avec Jean Tauler, Nouv. Cité, Paris, 1990, 126 p.  (ISBN 2-85313-234-X)
- Marie-Anne Vannier, « Jean Tauler », in Nouveau dictionnaire de biographie alsacienne, vol. 36, p. 3836
- Marie-Anne Vannier (et al.), 700e anniversaire de la naissance de Jean Tauler (Colloque Tauler, 29 janvier 2001), Cerf, Paris, 2001  (ISBN 2-204-06887-X) (numéro de la Revue des sciences religieuses, 290, no 4, octobre 2001, p. 401-576)
- Jean-Marie Gueullette, Eckhart en France. La lecture des Institutions spirituelles attribuées à Jean Tauler (1548-1699), J. Millon, Grenoble, 2012, 363 p.,  (ISBN 978-2-84137-273-7)
- Jean Tauler et Rémy Valléjo (Avec la contribution de), Sermons, Paris, Cerf, coll. « Collection de L'abeille », 2013, 208 p. (ISBN 978-2-204-09176-3)

## Source partielle
Marie-Nicolas Bouillet  et Alexis Chassang (dir.), « Jean Tauler » dans Dictionnaire universel d’histoire et de géographie, 1878 (lire sur Wikisource)